# Hans Enoksen
Hans Enoksen (Itilleq, 1956. augusztus 7.) grönlandi politikus, 2002 és 2009 között Grönland miniszterelnöke.

## Pályafutása
A kizárólag grönlandi nyelven beszélő politikus a Siumut párt elnöke volt, amikor 2002. december 14-én megválasztották miniszterelnöknek. Pártja mindössze a szavazatok 28%-át szerezte meg, ami 7%-os visszaesést jelentett az 1999-es választásokhoz képest. Ezzel tíz helyet szerzett meg az ország 31 fős parlamentjében. A választások után szövetségre lépett a baloldali Inuit Ataqatigiit párttal, ami nyolc parlamenti helyet szerzett meg a választáson.
2005 szeptemberében a koalíció a költségvetési tárgyalások sorén kialakult nzeteltérések miatt összeomlott. A novemberi választásokon a Siumut megőrizte vezető pozícióját és tíz parlamenti helyét. Enoksen ismét kormányt alakított a hét parlamenti helyet elnyerő Inuit Ataqatigiit és az öt mandátumot megszerző jobbközép Atassut bevonásával.↑ Encyclopædia Britannica: 
A 2009-es választásokon azonban a Inuit Ataqatigiit 44%-ot szerzett, a Sinuit pedig csak 26%-ot. Ezzel a Sinuit 30 éves kormányzása megszakadt és Enoksen kormányfői megbízatása véget ért.
2014-ben elhagyta a Siumutot és új, centrista pártot hozott létre Partii Naleraq néven. A párt 11,6%-os eredményt ért el és három képviselőt küldhetett a parlamentbe.

## Fordítás
- Ez a szócikk részben vagy egészben a Hans Enoksen című angol Wikipédia-szócikk ezen változatának fordításán alapul.  Az eredeti cikk szerkesztőit annak laptörténete sorolja fel. Ez a jelzés csupán a megfogalmazás eredetét és a szerzői jogokat jelzi, nem szolgál a cikkben szereplő információk forrásmegjelöléseként.